# Nhà thờ Hội An
Nhà thờ Hội An là một nhà thờ Công giáo tọa lạc tại 106 Nguyễn Trường Tộ, phường Hội An, thành phố Đà Nẵng thuộc Giáo phận Đà Nẵng. Ngôi nhà thờ hiện tại được xây dựng vào năm 1965, nhưng lịch sử của nó còn kéo dài trước đó nữa vì đây là nhà thờ của giáo xứ được coi là lâu đời nhất Việt Nam.

## Lịch sử
Năm 1615, ba tu sĩ Dòng Tên là linh mục Francesco Buzomi (người Ý), linh mục Diego Carvalho (Bồ Đào Nha) và tu huynh Antonio Dias (Bồ Đào Nha), cùng hai người Nhật Bản là Jose và Paulo đến Tourain (Đà Nẵng) rồi vào Faifo (Hội An) để truyền giáo cũng như chăm sóc mục vụ cho một cộng đoàn tín hữu Nhật tại đây. Ở Hội An, việc giảng đạo không thuận lợi vì đa phần người Hội An lúc này là người nước ngoài, làm ăn, buôn bán không quan tâm mấy đến việc giảng đạo, vì vậy các nhà truyền giáo đã đến Thanh Chiêm (cách Hội An 10 km) để truyền đạo cho người địa phương. Đến tháng 4 năm 1615 đã có 10 giáo dân ở đây được rửa tội và đến năm sau, con số này đã lên tới hơn 300 người. Khi thấy công việc ở đây trôi chảy, các giáo sĩ truyền giáo đã quyết định ở lại đây để phát triển công việc truyền giáo.
Ngày 18 tháng 1 năm 1616 giáo sĩ người Ý Francisco Busomi thành lập giáo xứ Hội An và xây dựng nhà thờ ở Hội An.
Năm 1914, một số giáo dân đã sửa và xây dựng lại nhà thờ mới bằng tranh, gỗ. Năm 1935, nhà thờ được thay thế bằng ngôi nhà thờ kiên cố theo kiểu kiến trúc Gothic. Năm 1965, ngôi nhà thờ này bị gỡ bỏ và thay vào đó là ngôi nhà thờ mới với kiểu dáng như hiện nay.

## Kiến trúc
Nhà thờ tọa lạc tại số 02 đường Nguyễn Trường Tộ (thời Pháp gọi là đường Gouverneur Général Cherles), có khuôn viên rộng, xung quanh có tường rào xây bằng gạch. Nhà thờ có cổng tam quan cách điệu hình mái nhà, đỉnh cổng có đặt hình cây Thánh giá. Sau cổng có sân rộng. Bên trái sân là một hang đá lớn dưới tán cây cổ thụ, bên phải sân đồi cỏ - giả sơn và khu mộ các giáo sĩ Phương Tây.
Nhà thờ được xây dựng theo kiểu kiến trúc Gothic, kết hợp với lối kiến trúc nhà truyền thống của Hội An. Nội thất bên trong nhà thờ được phân thành 3 không gian chính với các chức năng như khu vực dành cho giáo dân ngồi, cung thánh và phòng áo.
Khu dành cho giáo dân ngồi có bốn dãy ghế, trên tường khu treo các bức phù điêu mô tả hành trình khổ nạn của Chúa Jesus. Khu Cung thánh thiết kế cao hơn xung quanh, chính giữa là bàn lớn dùng để cử hành Thánh lễ, được đặt trên nền cao với ba bậc cấp. Sát tường phía sau cung thánh là Thánh giá và tượng Chúa Cứu Thế. Phòng áo nằm ở phía sau Cung thánh, là nơi cất giữ y phục hành lễ của linh mục và trang phục của các lễ sinh. Toàn bộ nhà thờ được lắp hệ thống gương màu thể hiện không gian thiêng liêng hơn, thanh thoát hơn.

## Khu mộ các giáo sĩ phương Tây
Khu mộ các giáo sĩ phương Tây nằm trong khuôn viên nhà thờ Hội An. Đây là một trong số những di tích hiếm hoi còn lại ở Hội An liên quan đến quá trình truyền bá đạo Công giáo của các giáo sĩ Dòng Tên hoặc Dòng Thừa sai phương Tây tại Việt Nam đầu thế kỷ XVII đến thế kỷ XX.
Tại khu mộ, ngoài 3 ngôi mộ được chính quyền thị xã Hội An cải táng về năm 1980
, còn có 2 ngôi mộ được lập trước đó. Khu mộ phân thành hai dãy: dãy mộ trong cùng gồm 3 ngôi mộ là nơi an nghỉ của các giáo sĩ Gulielmo Mahot, Franxico Perez và Valere Rist. Dãy mộ gần cổng gồm có hai ngôi mộ, ngôi mộ nằm phía bên phải là nơi chôn cất của linh mục người Việt Phao Lô Nguyễn Tưởng. Ngôi mộ còn lại là mộ giáo sĩ Pierre Auguste Galloz, người Pháp.

## Di tích lịch sử
Ngày 7 tháng 4 năm 2008, nhà thờ Hội An và khu mộ các giáo sĩ phương Tây, thuộc phường Cẩm Phô, thành phố Hội An, tỉnh Quảng Nam được Chủ tịch Ủy ban nhân dân Tỉnh Quảng Nam Nguyễn Đức Hải ký quyết định công nhận danh hiệu Di tích Lịch sử và Văn hóa cấp tỉnh-Thành phố.
Nhà thờ Hội An từng là nơi cư trú, truyền giáo cho các giáo sĩ Dòng Tên, Hội Thừa sai Paris ở Đàng Trong. Đây cũng là nơi học tiếng Việt của các giáo sĩ và phát triển chữ Quốc ngữ và là nơi giao lưu, tiếp xúc văn hoá Đông - Tây tại Hội An. Nhà thờ cũng thường được các giáo sĩ tập trung những lễ vật là sản phẩm của nền khoa học phương Tây để dâng tặng cho các Chúa Nguyễn.